# Jean-François Joanny
Jean-François Joanny, né le 30 juin 1956  à Toulon est un physicien français, Professeur au Collège de France. Il est également directeur d'unité à l'Institut Curie, et a été antérieurement professeur à l'Université Pierre-et-Marie-Curie.

## Biographie
Après une thèse sur les problèmes de démixtion dans les polymères obtenue en 1978, Jean François Joanny obtient une thèse d'État en 1985 sur le mouillage, sous la direction de Pierre-Gilles de Gennes au Collège de France. À ce stade, il obtient des contributions importantes, en particulier sur la cinétique d'étalement des gouttes ou la stabilité des films minces,. Il effectue ensuite un post-doctorat à l'Université de Californie à Los Angeles. Il est nommé chargé de recherche au CNRS à l'École normale supérieure de Lyon où il poursuit ses recherches sur le mouillage. En 1989, il est nommé Professeur de l'Université de Strasbourg, où il intègre l'Institut Charles Sadron dédié aux polymères. Ses sujets d'études sont orientés dans la théorie de la matière molle, ils portent sur les mécanismes d'adhésions des polymères, et le comportement des macromolécules à l'état liquide. Il est nommé professeur à l'Université Pierre-et-Marie-Curie en 2001 et dirige l'unité physicochimie de l'Institut Curie (UMR 168). Il étudie notamment le transport intracellulaire ou le cytosquelette. Il prédit les comportements collectifs des systèmes biologiques. Il codirige l'équipe Approches physiques de problématiques biologiques avec Jacques Prost. Il est nommé Professeur de physique de classe exceptionnelle à l'UPMC en 2003.
Jean-François Joanny est directeur général de l'ESPCI Paris de 2014 à 2018. Il décide de ne pas se représenter pour un second mandat et avoue avoir songé à démissionner dès 2017 face au désengagement de la tutelle de l'École.
Il est nommé le 24 mai 2018 Professeur au Collège de France à compter de janvier 2019 pour la chaire Matière Molle et Biophysique. Sa leçon inaugurale a lieu le 14 février 2019.

## Distinctions
- Lauréat de la médaille de bronze du CNRS (1985) puis de la médaille d'argent du CNRS[14] (2008)
- Grand prix scientifique Cino Del Duca[15] (2007) avec Jacques Prost
- Prix Paul Langevin de la SFP (1993), prix Gentner-Kastler (2012) de la SFP et de la Société allemande de physique (DPG)
- Membre de l'Institut universitaire de France (depuis 2006) [16]
- Prix Ampère de l'Électricité de France (2017)
- Professeur au Collège de France (2018)